# Лорънс Брукс
Лорънс Брукс (на английски: Lawrence Brooks) (12 септември 1909 г., Норууд – 5 януари 2022 г., Ню Орлиънс) е американски военен ветеран и най-дълго служилият американски ветеран от Втората световна война. Бил е декан на Съединените американски щати, както и четвъртият най-дълголетен човек в света.

## Биография
Брукс е роден в афро-американско семейство и има 14 братя и сестри.
Призван в армията на 31-годишна възраст, той служи в 91-ви инженерен батальон на армията на Съединените щати в Нова Гвинея и Филипините по време на Втората световна война, сражавайки се във войната в Тихия океан от 1941 до 1945 г. Той постигна ранг на елитен войник. Подразделението на Брукс, инженерен корпус, е натоварено основно с изграждането на инфраструктура. Въпреки това, по силата на законите на Джим Кроу (установяващи расова сегрегация в армията на САЩ), армията е отделена по време на службата на Брукс, така че той беше отговорен за подпомагането на белите офицери с ежедневните задължения. ]Докато е на работа в Австралия, Брукс отбеляза, че е бил третиран по-добре от местните бели, отколкото в Съединените щати през десетилетията преди афро-американското движение за граждански права.

## В следвоенния период
След военната си служба Брукс работи като оператор на мотокар в Ню Орлиънс до пенсионирането си и има пет деца. През 2005 г. съпругата му Леона загива при урагана „Катрина“. В средата на 2010 г. Националният музей на Втората световна война започва да организира годишен рожден ден на Брукс. През 2020 г. това тържество включва прелитане на самолет от Втората световна война над дома на Брукс с участието на „Victory Belles“ от музея, трио от певци, които изпълняват песни предимно от 40-те години на XX век .
Той почива на 5 януари 2022 г., на 112 години, в Ню Орлиънс.